# Emil Ludwig
Emil Ludwig (pseudonimul lui Emil Cohn, n. 25 ianuarie 1881, Breslau, Reich-ul German – d. 17 septembrie 1948, Ascona, Cantonul Ticino, Elveția) a fost un prozator german, cunoscut în special pentru biografiile sale.
Persecutat de naziști, s-a refugiat în Elveția, apoi în Statele Unite.
Biografiile sale romanțate se caracterizează prin abundența și minuțiozitatea detaliilor, montajul anecdotic, jurnalistic, finețea observațiilor caracterologice.

## Scrieri
- 1920: Goethe
- 1925: Napoleon
- 1926: Bismarck
- Pe țărmurile Mediteranei
- Lincoln
- Schliemann
- Darurile vieții
- 1933: De vorbă cu Mussolini
- 1933: Convorbiri cu Masaryk, filosof și bărbat de stat
- 1934: Leaders of Europe
- 1938: Roosevelt
- 1941  Germanii, dubla istorie a unei națiuni
- 1945: Beethoven

## Legături externe
- Ludwig's interview with Stalin
- Omitted section of Ludwig's interview with Stalin
- Talks with Mussolini
- Guide to the Papers of Emil Ludwig (1881-1948) la Leo Baeck Institute, New York.